# Gerardo Ureña
Manuel Gerardo Ureña Picado (San José; 6 de julio de 1955) es un exfutbolista y actual entrenador costarricense. Actualmente dirige al Municipal Turrialba de la Segunda División de Costa Rica.

## Selección nacional

### Participaciones en clasificatorias
| Clasif.              | Sede   | Resultado | Part. | Goles |
| -------------------- | ------ | --------- | ----- | ----- |
| Clasif. Mundial 1982 | Varias | Eliminado | 5     | 0     |

## Carrera directiva
Entrenó a la selección de Costa Rica en el nivel sub-17, pero fue despedido en octubre de 2008 después de entrenar a diferentes equipos nacionales de grupos de edad durante más de 100 partidos. En septiembre de 2010 fue anunciado entrenador de Segunda División en Aserrí.
Se convirtió en coordinador de ligas menores de Saprissa en 2012. En febrero de 2015, fue nombrado gerente de Belén.

## Clubes

### Como jugador
| Club                    | País       | Año       |
| ----------------------- | ---------- | --------- |
| Saprissa                | Costa Rica | 1975-1986 |
| San Carlos              | Costa Rica | 1986-1987 |
| Municipal Pérez Zeledón | Costa Rica | 1987-1988 |

### Como entrenador
| Club                | País       | Año        |
| ------------------- | ---------- | ---------- |
| Sagrada Familia     | Costa Rica | 1992-1995  |
| Costa Rica sub-17   | Costa Rica | 2002-2008  |
| Guanacasteca        | Costa Rica | 2009       |
| Aserrí              | Costa Rica | 2010-2012  |
| Saprissa de Corazón | Costa Rica | 2013       |
| Belén               | Costa Rica | 2015       |
| Uruguay de Coronado | Costa Rica | 2017-2018  |
| Municipal Turrialba | Costa Rica | 2021; 2023 |

## Palmarés

### Títulos nacionales
| Título               | Equipo   | País       | Año  |
| -------------------- | -------- | ---------- | ---- |
| Primera División     | Saprissa | Costa Rica | 1975 |
| Campeón de Campeones | Saprissa | Costa Rica | 1976 |
| Primera División     | Saprissa | Costa Rica | 1976 |
| Primera División     | Saprissa | Costa Rica | 1977 |
| Primera División     | Saprissa | Costa Rica | 1982 |

### Títulos internacionales
| Título                           | Equipo   | Sede     | Año  |
| -------------------------------- | -------- | -------- | ---- |
| Copa Fraternidad Centroamericana | Saprissa | San José | 1978 |